# Петросян, Анатолий Тигранович
Анатолий Тигранович Петросян (род. 1937) — советский тренер по баскетболу. Заслуженный тренер СССР.

## Биография
Родился в 1937 году. Окончил ГДОИФК им. П. Ф. Лесгафта.
В 1990-х годах работал старшим тренером женской сборной Молдовы по баскетболу. Поднял команду республики до уровня одних из лучших сборных стран Европы (молдаванки заняли 6-е место в финальном турнире чемпионата Европы 1995 года в Брно (Чехия) и 7-е место в 1997 году в венгерских Пече и Будапеште).
В разные годы Анатолий Тигранович также руководил сборной СССР по баскетболу, командами Киева и Тарту. Работал в спортивном клубе «Спартак». За свои успехи на тренерском поприще был удостоен почётных званий Заслуженного тренера СССР, Молдовы и Украины.
Под его руководством женские клубы киевского «Динамо» и кишинёвской «Молдовы» становились призёрами чемпионатов СССР и обладателями Кубка СССР. Также Анатолий Петросян работал в клубах «Вологда-Чеваката» (женщины) и «Спартак» (Санкт-Петербург) (мужчины), тренировал вторую сборную СССР и юношескую сборную России.
За годы тренерской работы Анатолий Тигранович подготовил множество выдающихся спортсменов. Среди самых известных его подопечных — Марина Ткаченко, чемпионка Олимпийских игр и Чемпионата Европы; Анатолий Мышкин — бронзовый призёр Олимпийских игр, многократный победитель и призёр Чемпионатов Европы и мира, впоследствии тренер; Ирина Щипакина, тренер национальной женской сборной Украины.
Петросян трудился в тренерском штабе кишинёвского клуба UASM (Аграрный университет Кишинева), баскетболисты которого по сей день лидируют в чемпионате страны.
На данный момент проживает в США вместе со своим сыном Тиграном.